# Вардзак

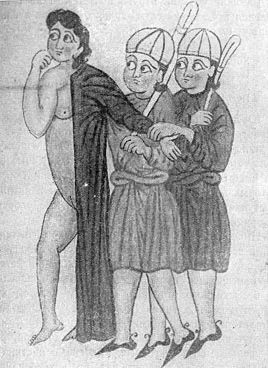
Вардзак, илл. конца XIV века

Вардза́к — в эллинистическом и средневековом армянском театре актриса-пантомимистка, танцовщица, музыкантша.
Первоначально — служительница в храме Анаит, участница культовых обрядов.
В слове «вардзак» компонент «вардз» означает «плата» — по-видимому, это были (хотя бы первоначально) платные актрисы.
До нашего времени дошло имя лишь одной из них — Назеник (II век), о которой говорили, что она «пела руками».
Сохранилось много средневековых армянских миниатюр, изображающих актрис.
Известно, что в Ахтамаре выступали труппы актёров-гусанов и актрис-вардзак — на высеченных из камня горельефах на стенах Ахтамарского храма (X век) изображены маски армянского театра того времени в двух его разновидностях — бытовой комедии (сходной с драматургией Менандра) и сатирическом площадном театре гусанов-мимосов, цахрацу.